# Cadzand-Bad
Cadzand-Bad is een badplaats, in de Nederlandse provincie Zeeland, gelegen aan de kust van Zeeuws-Vlaanderen, in de gemeente Sluis. Cadzand-Bad ligt in het uiterste zuidwesten van Nederland aan de grens met België en is een onderdeel van het naburige Cadzand.

## Geschiedenis

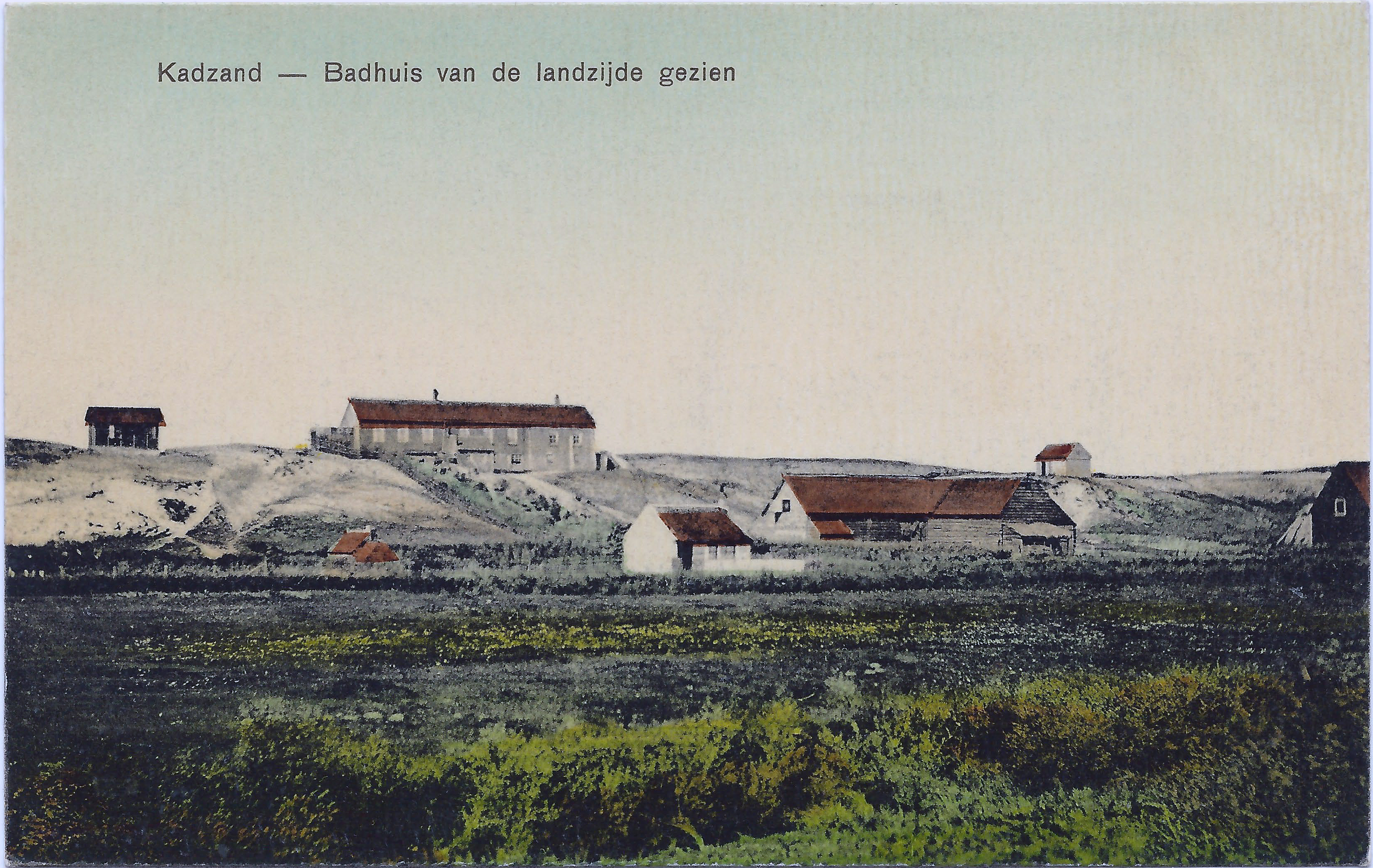
Het voormalig badhuis

Landbouwer Augustinus Albrechts bouwde in 1866 op de duinen van Cadzand een hotel en bierhuis annex boerenhoevewoning. De welgestelde badgasten uit het Vlaamse achterland kregen een badkoets ter beschikking. Hiermee was hij de grondlegger van het huidige Cadzand-Bad. Soms had hij 3 hotelgasten. Dagjesmensen kwamen er meer.
De Eerste Wereldoorlog en de economische crisis veroorzaakten grote armoede.
In 1927 kwam een tramlijn van de SBM naar de haven gereed die voornamelijk voor het bietentransport werd gebruikt. Vanaf 1930 was er een goede tramverbinding van Maldeghem naar Cadzand-Haven. 's Zondags bracht de tram met wel 12 rijtuigen de Belgische dagtoeristen naar het strand. Aan de kust en in het dorp werden hotels, eetgelegenheden en vakantiehuisjes gebouwd.
Na de watersnoodramp van 1953 werd de haven gedempt en werd een dijk van 9 meter hoogte aangelegd. Ook kwam er een nieuwe zeesluis.
Cadzand-Bad kwam later tot stand. Dit is door de in 1719 aangelegde Noorddijk met Cadzand-Haven verbonden. In 1963 werd daar een winkelgalerij geopend. De boulevard werd nog eens gerenoveerd in 1987, waarbij betonnen kunstwerken werden toegevoegd.
Na de Tweede Wereldoorlog kwam het toerisme in de jaren 50 weer snel op gang. Onderaan de duinen werden houten noodcafés en -winkels gebouwd. De toeristen kampeerden bij de boer. In de jaren 60 kwam de stroom Duitse toeristen op gang. Particulieren verhuurden hun dijkhuisje, logeerkamertje en schuurtje.
Spectaculair was de stranding van de Uilenspiegel, een betonnen zendschip van de illegale zender Radio Antwerpen. Dit schip is in 1971 opgeblazen, aangezien het een veiligheidsrisico vormde.
Ook spectaculair was de duinafslag in de jaren 60 van de 20e eeuw. Boven op de duinen bij Cadzand-Haven stond Hotel Noordzee dat hierdoor steeds meer bedreigd raakte. Uiteindelijk heeft men het moeten afbreken, waarna een nieuw gebouw is neergezet. Voor dit gebouw bevindt zich een bronzen beeld van een haaientand, dat één meter hoog is.
Vanaf 1980 breidden de grote hotels uit of bouwden een nieuw pand. Professionele campings en verhuurbedrijven deden goede zaken. De strandtenten werden paviljoens. Tenten werden ingeruild voor caravans. Er was de opkomst van de tweede (vakantie-)woning.
De aanpassing van familiebadplaats naar een mondaine Heilzame Zeebadplaats, als onderdeel van het gebiedsplan Natuurlijk Vitaal, is in 2010 van start gegaan. In het centrum en langs de kust worden appartementencomplexen en hoogwaardige recreatiebedrijven gebouwd, de hotels en strandpaviljoens verdubbelen hun capaciteit en slaaphuizen worden op het strand geplaatst. Boulevard en winkelcentra worden heringericht. In het kader van kustverdediging zijn de duinen verbreed en heringericht. Een jachthaven is in 2017 gerealiseerd. Agrarische blokken worden landgoederen. Natuurgebied Het Zwin is verdubbeld. Deze kwaliteitsverbetering geldt voor de gehele kust van Cadzand-Bad tot Breskens. De infrastructuur dient daaraan te worden aangepast. In 2025 zal het project afgerond zijn.

## Natuur en landschap
Ten westen van Cadzand-Bad bevindt zich, naast het kleine duingebied van de Kievittepolder het natuurgebied Het Zwin, waar bij laag tij over de grens naar Het Zoute in België kan worden gewandeld.
Op het strand kan men unieke fossiele schelpen vinden. Vooral de Zwinkokkel komt in grote aantallen voor. Veel zeldzamer zijn de fossiele zwarte haaientanden.
Het Uitwateringskanaal, in het verlengde van de Passageule, watert via zeesluizen in de Wielingen uit. De eerste sluizen werden aangelegd in 1872. De monding van het Uitwateringskanaal deed van 1902-1954 dienst als haven.

## Algemene informatie
Cadzand-Bad is de meest westelijke badplaats van Nederland. Opmerkelijk aan deze plaats is het hoge aantal uur zonneschijn per jaar, het hoogste van Nederland.

## Toerisme
Cadzand-Bad leeft vooral van het toerisme. Er is een breed zandstrand aanwezig, maar geen zeedijk. De grootste straat van het dorp, de 'Boulevard de Wielingen', herbergt enkele restaurants en winkeltjes.
Er zijn twee vakantieparken, Roompot Noordzee Résidence Cadzand-Bad met ongeveer 440 luxe vakantievilla's en Zomerdorp het Zwin met ongeveer 80 vakantiehuizen. In het dorp van Cadzand-Bad zijn ook verschillende losse vakantiewoningen.

### Jachthaven
In 2016 werden bij de monding van het Uitwateringskanaal twee strekdammen gebouwd en een jachthaven aangelegd. De jachthaven, die plaats biedt aan zo'n 125 schepen, kwam in mei 2017 in gebruik en wordt beheerd door Jachthaven Cadzand-Bad. Het is de meest westelijk gelegen jachthaven in Europees Nederland.

## Evenementen
Iedere maandag is er tijdens de zomer een markt in Cadzand-Bad en er is ook een jaarlijks vliegerfeest.

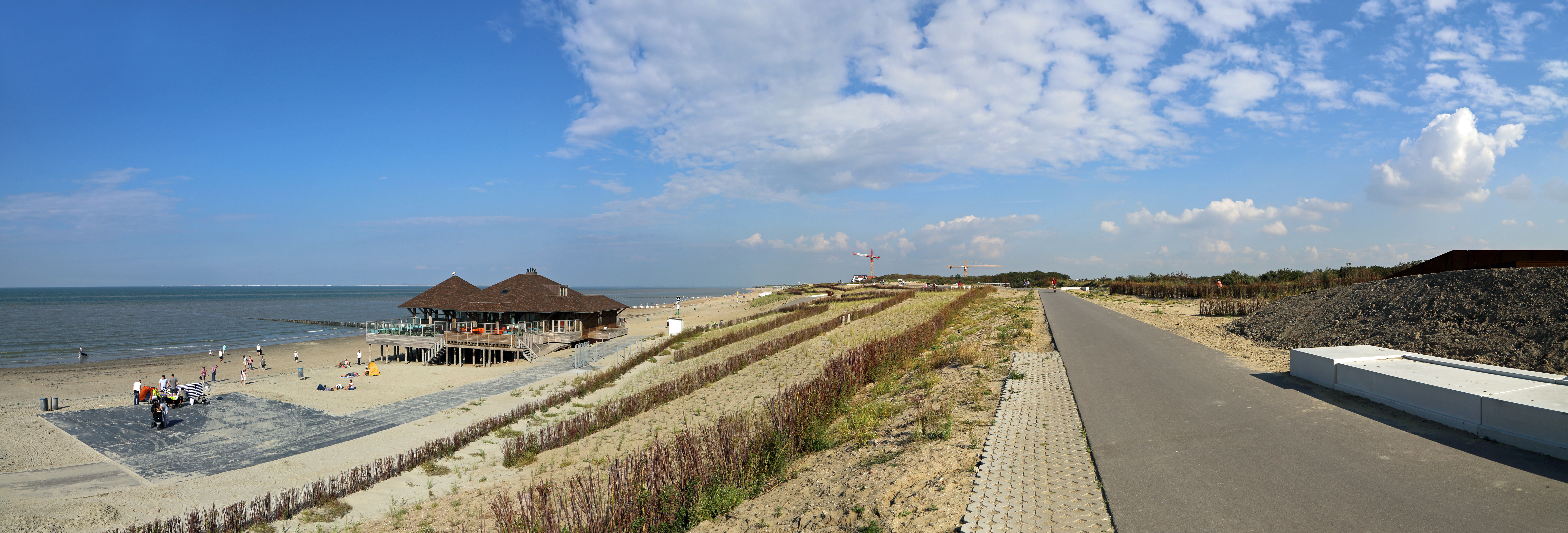
Het strand (met strandpaviljoen 'De Piraat') en het fiets- en wandelpad op het duin
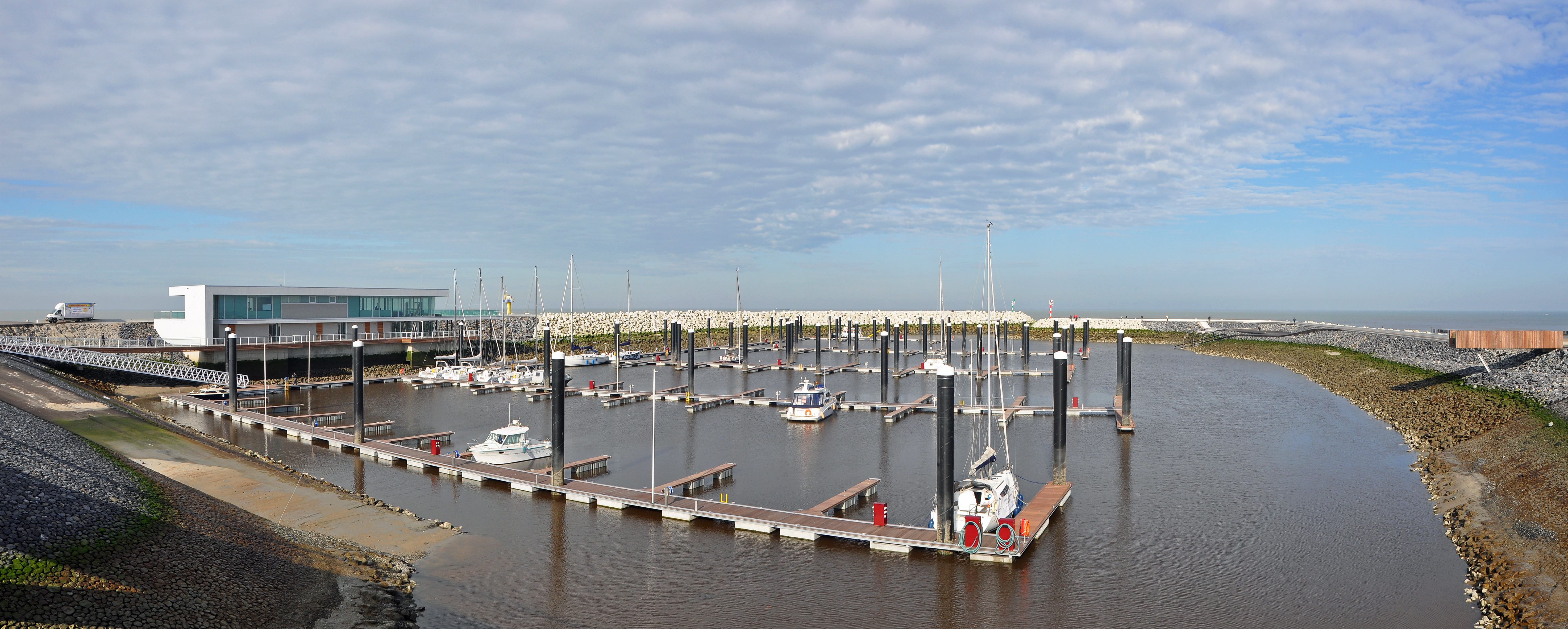
De nieuwe jachthaven

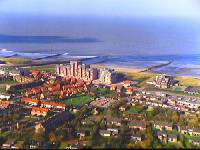
Luchtbeeld
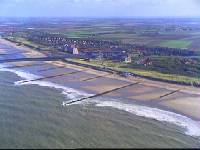
Het strand tussen Cadzand-Bad en het Zwin
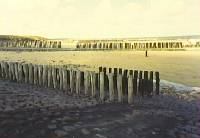
De typische 'paalhoofden' op het strand
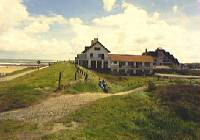

## Nabijgelegen kernen
- Gemeente Sluis: Cadzand, Nieuwvliet-Bad, Retranchement;
- Gemeente Knokke-Heist (België): Het Zoute.